# 고산사 (제천시)
고산사(高山寺)는 충청북도 제천시 덕산면 신현리 1653, 와룡산에 있는 대한불교조계종 소속 사찰이다.
사찰의 기록에 의하면 고산사는 신라말 고려초에 도선국사가 창건한 것으로 나타난다. 그러나 절에서 수습되는 기와조각, 청자조각 등은 고려에서 조선시대의 유물들이 주종을 이루고 있어 확실하게 알 수 없다.

## 소장 문화재
- 제천 고산사 석조관음보살좌상 - 충청북도 유형문화재  제194호
- 제천 고산사 석조나한상군 - 충청북도 유형문화재  제195호